# Kevin Nolan
Kevin Nolan (* 24. červen 1982) je anglický fotbalový záložník. Profesionální kariéru začal v Bolton Wanderers roku 1999. V klubu odehrál téměř 300 ligových zápasů. V roce 2009 přestoupil do Newcastle United FC a roku 2011 do West Ham United FC.

## Reprezentační kariéra
V národním týmu neodehrál ani jeden zápas. Hrál pouze v anglickém mládežnickém mužstvu do 21 let.